# Ramusella junonis
Ramusella junonis är en kvalsterart som beskrevs av Pérez-Íñigo 1986. Ramusella junonis ingår i släktet Ramusella och familjen Oppiidae. Inga underarter finns listade i Catalogue of Life.